# Пекинг (Немачка)
Пекинг (њем. Pöcking) општина је у њемачкој савезној држави Баварска. Једно је од 14 општинских средишта округа Штарнберг. Према процјени из 2010. у општини је живјело 5.658 становника. Посједује регионалну шифру (AGS) 9188137.

## Географски и демографски подаци
Пекинг се налази у савезној држави Баварска у округу Штарнберг. Општина се налази на надморској висини од 672 метра. Површина општине износи 21,0 km². У самом мјесту је, према процјени из 2010. године, живјело 5.658 становника. Просјечна густина становништва износи 270 становника/km².